# Teruo Iwamoto
Teruo Iwamoto (jap. 岩本 輝雄, Iwamoto Teruo; * 2. Mai 1972 in Yokohama, Präfektur Kanagawa) ist ein ehemaliger japanischer Fußballspieler.

## Nationalmannschaft
1994 debütierte Iwamoto für die japanische Fußballnationalmannschaft. Iwamoto bestritt neun Länderspiele und erzielte dabei zwei Tore. Mit der japanischen Nationalmannschaft qualifizierte er sich für die Asienspiele 1994.

## Errungene Titel
- Kaiserpokal: 1994